# Franz Dietrich von Wobeser
Franz Dietrich von Wobeser, auch Franz Theodor (* 1730; † um 1807) war ein preußischer Landrat des Stargarder Kreises.

## Leben

### Herkunft und Familie
Franz Dietrich von Wobeser stammte aus der pommerschen uradligen Familie Wobeser. Seine Eltern waren der Chef der Küstriner Kriegs- und Domänenkammer Peter Heinrich von Wobeser (1683–1753) und Louisa Catharina, geb. von Weiher a.d.H. Wussow († nach 1753).
Er heiratete 1765 eine von Valentin aus Danzig. Diese Ehe wurde 1774 geschieden. 1776 heiratete er Charlotte Friederike von Grell (1751–1816).

### Werdegang
Franz Dietrich von Wobeser bestritt seit 1748 eine Offizierslaufbahn in der preußischen Armee. Im Infanterieregiment „v. Münchow“ Nr. 36 avancierte er bis zum Leutnant, nahm im Siebenjährigen Krieg u. a. an der Schlacht bei Lobositz teil und hat aus persönlichen Gründen 1763 seinen Abschied erhalten. 
Bereits 1762 erwarb er das Gut Labuhn im Lauenburgischen. 1778 absolvierte er sein Examen und ersuchte 1781 zweimal um ein Landratsamt in Westpreußen. 1782 erhielt er die Stellung im Stargarder Kreis. Wobeser ging 1789 in Konkurs, wobei seiner Gattin Labuhn zufiel. Diese veräußerte es 1794 in der Familie, wo es bis 1805 verblieb. Ein Ersuchen um ein Gratialgut war zuvor (1787) ebenso abgewiesen worden, wie seine nachmalige (1795) Bewerbung um das Amt des Landesdirektors. Während seine moralische Führung als „gut“ galt, wurde ihm lediglich ein „mittelmäßiges Geschick“ bei der Amtsführung nachgesagt.